# Gucci Gucci
"Gucci Gucci" je debitantski singl američke reperice Kreayshawn. Singl je objavljen 14. lipnja 2011. godine kao digitalni download. Producenti pjesme su DJ Two Stacks i Adeptus. Pjesma sadrži uzorke njene pjesme "Bumpin' Bumpin'". Na top ljestvici Billboard Hot 100 singl je debitirao na poziciji broj 57. Službeni remiks pjesme sadrži britanskog repera Giggsa.

## Top ljestvice
| Top ljestvica (2011.)                 | Završna pozicija |
| ------------------------------------- | ---------------- |
| Belgija (Ultratip Flandrija)          | 14               |
| SAD (Billboard Hot 100)               | 57               |
| SAD (Billboard Hot R&B/Hip-Hop Songs) | 62               |
| SAD (Billboard Rap Songs)             | 18               |
| UK (R&B Chart)                        | 22               |
| UK (Singles Chart)                    | 77               |

## Informacije o objavljivanju

### Kupovno izdanje
| Država            | Datum            | Format             | Diskografska kuća        | Izvor |
| ----------------- | ---------------- | ------------------ | ------------------------ | ----- |
| Sjedinjene Države | 14. lipnja 2011. | Digitalni download | Sony Music Entertainment | [ 7 ] |

### Popis pjesama
- U Ujedinjenom Kraljevstvu pjesma "Gucci Gucci" je objavljena preko iTunesa kao EP, 9. rujna 2011. godine.[8]

Digitalni EP
| Br. | Skladba                          | Tekstopisac                        | Producent     | Trajanje |
| --- | -------------------------------- | ---------------------------------- | ------------- | -------- |
| 1.  | »Gucci Gucci«                    | Natassia Zolot, Anthony Negrete    | DJ Two Stacks | 3:07     |
| 2.  | »Gucci Gucci« (Two Stacks Remix) | Zolot, Negrete                     | DJ Two Stacks | 3:36     |
| 3.  | »Gucci Gucci« (Giggs Remix)      | Zolot, Negrete, Nathaniel Thompson | DJ Two Stacks | 3:07     |
| 4.  | »Gucci Gucci« (Instrumental)     | Zolot, Negrete                     | DJ Two Stacks | 3:06     |

## Vanjske poveznice
- Gucci Gucci na YouTubeu